# Fritz Ringwald

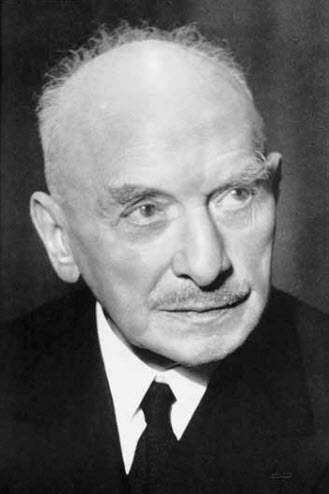
Fritz Ringwald

Fritz Ringwald (* 21. Februar 1874 in  Burgdorf im Kanton Bern; † 2. September 1957, heimatberechtigt in Basel) war ein Schweizer Elektroingenieur und Politiker. Der Pionier der schweizerischen Elektrizitätswirtschaft war Direktor und Verwaltungsratsdelegierter der Centralschweizerischen Kraftwerke und Promotor des nicht gebauten Urserenkraftwerks.

## Biografie
Fritz ist in Burgdorf und Basel aufgewachsen. Nach einigen Wanderjahren in der Westschweiz und in Frankreich studierte er Elektrotechnik am Technikum Burgdorf. Es folgten Arbeitsstellen in der Schweiz und in Savoyen, bevor er nach Luzern zog.

### Laufbahn als Unternehmer
Im Jahr 1909 wurde Fritz Ringwald mit 35 Jahren Direktor des Elektrizitätswerkes Rathausen AG, die er später zur Centralschweizerischen Kraftwerke AG (CKW) ausbauen sollte. Zuvor war er Oberbetriebschef bei den Vereinigten Kander- und Hagneck-Werken in Bern, einem Vorläufer der Bernischen Kraftwerke (BKW). Die neue Gesellschaft musste finanziell saniert werden. Noch im selben Jahr beteiligte sich das Unternehmen am Elektrizitätswerk Altdorf (EWA) und finanzierte den Bau des Kraftwerks Arniberg bei Amsteg. 1913 wurde das Elektrizitätswerk Schwyz (EWS) aufgekauft und im selben Jahr der Name der Gesellschaft von Elektrizitätswerk Rathausen AG in Centralschweizerische Kraftwerke AG (CKW) geändert. Ringwald war Vizepräsident des Verwaltungsrates der Dampfschiffgesellschaft des Vierwaldstättersees und 1951–1953 dessen Präsident.
Ringwald wurde 1941 Delegierter des Verwaltungsrates der CKW und 1953 dessen Vizepräsident. Ausserdem war er Verwaltungsratspräsident des EWA und des EWS. Er präsidierte von 1919 bis 1930 den Verband Schweizerischer Elektrizitätsunternehmen (VSE) und war Vizepräsident des Schweizerischen Wasserwirtschaftsverbandes (SWV). In seinen letzten Lebensjahren wurde Ringwald noch als Geschäftsführer der Aare-Tessin Aktiengesellschaft für Elektrizität (ATEL) eingesetzt.
Ringwald propagierte die Verwendung von Strom in der Küche und in der Landwirtschaft, wo das Versorgungsnetz auch entlegene Berggebiete erreichen sollte. Für die Bauern dachte er vor allem an Heubelüftungen und künstliche Beleuchtungen in Hühnerställen. Zur Deckung des steigenden Energiebedarfs liess Ringwald das Kraftwerk Lungernsee bauen, das von 1921 bis 1933 in Etappen entstand. Weitere Kraftwerke folgten in Partnerschaft mit anderen Elektrizitätsversorgern. Dazu gehörten die Anlagen in Wassen, Calancasca, Mauvoisin, Göschenen, Isenthal und Alpnach. Das von Ringwald verfolgte Projekt eines Urserenkraftwerkes konnte er trotz zwei Anläufen wegen heftiger Proteste aus der Bevölkerung nicht umsetzen. Als Ersatz für die Anlage wurde das Kraftwerk Göschenen um den Göscheneralpsee erweitert.
In seiner Funktion als Elektroingenieur und Kraftwerksbetreiber war Ringwald Mitglied mehrerer Kommissionen auf Bundesebene. Im Jahre 1937 waren dies die Eidgenössische Kommission für elektrische Anlagen, die Eidgenössischen Wasserwirtschaftskommission und die Eidgenössischen Kommission für Ausfuhr elektrischer Energie.

### Politik und Gesellschaft
Fritz Ringwald war Mitglied der Liberalen Partei der Schweiz. Er sass von 1919 bis 1943 aus wirtschaftlichen Interessen im Grossen Rat Luzern und präsidierte diesen 1933. Er machte sich im Rat für den Bau des Urserenkraftwerkes stark, verbreitete aber auch die Fehlinformation, dass die Landwirte zur Umsiedlung bereit sein würden. Ringwald war ab 1942 Mitglied des Vorort genannten Schweizerischen Handels- und Industrievereins (SHIV), der 2003 von Economiesuisse abgelöst wurde. Dieses Mandat hielt er wie viele andere Mandate bis zu seinem Ableben inne.
1925 entstand der Rotary Club Luzern, wo Fritz Ringwald ein Gründungsmitglied war. Er war auch Vizepräsident des Komitees der Internationalen Musikfestwochen Luzern, wo er sich besonders für die Musik von Richard Wagner einsetzte. Weiter war er im Vorstand der Naturforschenden Gesellschaft Luzern und beteiligte sich an der Jagd.